# لئو ففر
لئو ففر (انگلیسی: Leo Pfeffer); (اتریشی-مجارستانی ۲۵ دسامبر ۱۹۱۰ – ۴ ژوئن ۱۹۹۳) پدیدآور، هیئت علمی، نویسنده، و وکیل اهل ایالات متحده آمریکا بود. او یک یهودی معتقد به حقوق اساسی انسان‌گرایی و یکی از فعالان جنبش آزادی مذاهب و از حامیان جدایی دین از سیاست بود.

## زندگی‌نامه
ففر در اتریش - مجارستان زاده شد و در سال ۱۹۱۲ همراه با والدین خود به ایالات‌متحده مهاجرت کرد. پس از اتمام مدرسه به تحصیل در سیتی کالج نیویورک و پس از فارغ‌التحصیلی در سال۱۹۳۰ به ادامه تحصیل در دانشکده حقوق دانشگاه نیویورک پرداخت. او یک یهودی محافظه‌کار بود و در مراسم مذهبی شرکت می‌کرد، با این وجود بعدها او بنیاد رهایی از دین را تأسیس کرد که در مخالفت با یهودیت ارتدکس بود. ففر بین سال‌های ۱۹۴۵ تا ۱۹۶۴ مشاور حقوقی کنگره یهودیان آمریکا (AJC) بود. او به خاطر پایبندی‌اش به ایده‌های انسان‌گرایی سکولار، که در تعدادی از نشریات به تفصیل شرح داده بود، شناخته می‌شد. علاوه بر این او در سال ۱۹۵۴، مدرس دانشگاه یک مدرسه جدید برای تأمین اجتماعی در شهر نیویورک بود. ففر مدیر کمیسیون قانون و عمل اجتماعی در سال ۱۹۵۷ شد. ففر در مدرسه جدید از ۱۹۵۴ تا ۱۹۵۸ سخنرانی می‌کرد و از ۱۹۵۸ تا ۱۹۶۳ در این مدرسه تدریس کرد. او مدرک افتخاری از کالج جمهوری عبری و لانگ آیلند دریافت کرد. ففر در سال ۱۹۶۴ استاد دانشگاه لانگ آیلند شد و تا زمان بازنشستگی‌اش در سال ۱۹۸۰ در این دانشگاه تدریس کرد. در آن دوره او چندین کتاب دربارهٔ آزادی مذهبی، جدایی دین و دولت و تصمیمات مربوط به دیوان عالی ایالات متحده نوشت. وی پس از سال ۱۹۶۴ از کنگره یهودیان آمریکا به عنوان مشاور ویژه انتخاب شد و به نمایندگی از سایر گروه‌ها از جمله کمیته آموزش عمومی و آزادی مذهب کار حقوقی انجام داد. ففر جوایزی ازانجمن انسان‌گرای آمریکایی دریافت کرد. ففر در سال ۱۹۳۷ با فردا پلوت‌کین ازدواج کرد. آن‌ها صاحب دو فرزند آلن اسرائیل و بث ففر شدند.